# Ђуро Тиљак
Ђуро Тиљак (Загреб, 25. март 1895 — Загреб, 11. децембар 1965) био је хрватски сликар.

## Биографија
Започео је студиј у Загребу, којег је прекинуо и 1919. године отишао у Москву, где је студирао код Василија Кандинског. После се вратио у Загреб и завршио студиј 1923. године. 1930-их је путовао далматинском обалом у потрази за инспирацијом, посебно на острво Вис. Године 1942, заједно с Маријаном Детонијем, пребегао је у партизане. По повратку у Загреб 1945, био је предавач на Академији лепих уметности све до своје смрти. Био је уредник ревије Култура и часописа Књижевник.
У почетку је под утицајем импресиониста и постимпресиониста (Пол Сезан, Винсент Ван Гог и Матис), а после је сликао у духу магичног реализма. Сликао је поетичне крајолике загребачке околице и острва Виса, у рату драматичне призоре збегова, а последњи акварели су му били на рубу апстракције. У Комижи је 1966. отворена Меморијална збирка Ђуре Тиљка.